# 播正ますみ
播正 ますみ（ばんしょう ますみ　1958年10月2日 - ）は、熊本県天草市出身の人形作家。繊細かつ優雅な紙粘土人形を中心に、創作人形からアンティーク人形まで幅広く展開。アンティーク人形の本場、ヨーロッパのドールコンテストで、最優秀賞を獲得するなど数々の輝かしい経歴を持つ。

## 経歴
- 1958年　熊本県天草市生まれ
- 1988年　粘土工芸を始める
- 1989年　フラワーアレンジメントを始める
- 1993年　NHK熊本文化スクール講師（粘土工芸）
- 1994年　ブリティッシュポーセレンアーティスト免許取得
- 1996年　香港（中国・シンセン）でシルクフラワーデザイナーとしてアーティフィシャルフラワー製作指導
- 1997年　ワインアドバイザー取得､紅茶アドバイザー取得､MASUMI.art免許制度確立､天草国際ホテルでMASUMI.artフラワーデザインデモンストレーションショー開催
- 1998年　オランダフローレンスカレッジC・E・F免許取得、オランダ１００年花を見直す世界花博覧会参加、オールスメール市場において日本代表としてデモンストレーションに参加、ベアトリクス女王に花束贈呈、「ジャパンカップフラワーデザイン」入選
- 1999年　『CLAY in MY Life』出版、日本貴金属粘土協会インストラクター・三菱マテリアル海外委員長としてイギリスにて指導
- 2001年　MASUMI.artオリジナル商品開発（粘土・ビスクドール・ドレスデンドレープレースドール）、『森の仲間たちNo.1,2,3』出版、『クリスマスの仲間たちNo.1,2』出版
- 2002年　西原村冬明かり製作指導、チャイナペイント　シティ＆ギルド取得、熊本日日新聞カルチャースクール講師・熊本文化和洋学院講師、『野菜の仲間たち』出版
- 2003年　益城町『働く婦人の家』カルチャー講師、熊本鶴屋百貨店にて『女の匠展』出展、『海の仲間たちNo.1,2』出版
- 2004年　『昆虫の仲間たち』出版、『うさぎのウエディング』出版
- 2005年　イギリスヘンリーで『世界人形コンクールプロ部門グランプリ』受賞､『動物の仲間たち』出版､『箱根園の仲間たち』出版､『CLAY in My Life VOL.2』出版
- 2006年　ドイツにて国際人形コンクール『フレンチ部門　ブルーリボン賞』受賞、『オリジナル部門　銀賞』受賞
- 2007年　イギリス　インターナショナルドールフェスティバル『最優秀エミー賞』受賞、アメリカ（Nドールフェスティバル）『カテゴリー優勝』『特別賞』受賞
- 2008年　鶴屋百貨店にて播正ますみの世界個展開催､『熊本県文化懇話会新人賞』受賞､東京人形フェスティバル『カテゴリー優勝』
- 2009年　銀座にて「ますみアート教室展」開催
- 2011年　スペイン世界観光博「FITUR」日本ブースデモンストレーションに参加、イギリス　インターナショナルドールフェスティバル『ブルーリボン賞』『特別賞』受賞、オーストラリア　インターナショナルドールフェスティバル『ブルーリボン賞』『特別賞』受賞
- 2012年　阪急デパート福岡個展開催　天草四郎を制作し日本ホビー協会特別賞受賞　スペイン　バルセロナにて個展開催　阪急デパート梅田個展開催
- 2013年　熊本鶴屋百貨店（播正ますみの世界）個展開催　イギリス　インターナショナル　ドールフェスティバル　3部門において部門賞　ベストオリジナル賞受賞
- 2014年　イギリスＴＰＰ特別賞受賞
- 2016年　イギリスＩＤＭＳ貢献賞　銀賞　同省　受賞
- 2017年　熊本地震のため出展せず
- 2018年　ノルウェー世界大会　創作部門で金賞（peint eye）（ベストコスチューム賞）銅賞（アンティーク　フレンチ部門）生徒2部門で銀賞　受賞　生徒2部門で銅賞　受賞　ドールワールドリミテッド2018出展　東京都立産業貿易センター